# Argentynozaur

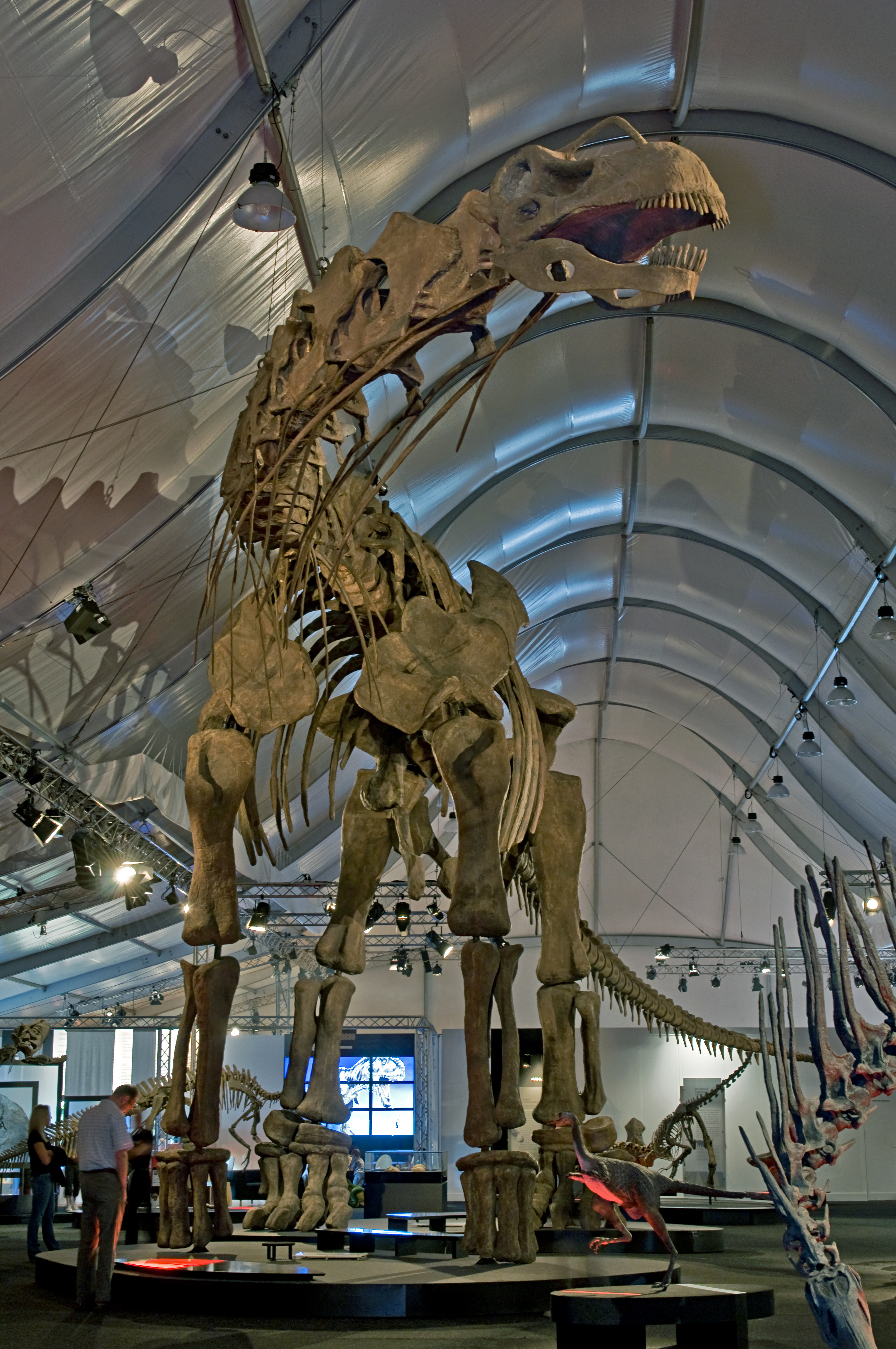
Szkielet argentynozaura (Naturmuseum Senckenberg)

Argentynozaur (Argentinosaurus) – dinozaur gadziomiedniczny z grupy zauropodów, odkryty przez Guillermo Heredia w Argentynie w prowincji Neuquén. Żył on na terenie Ameryki Południowej, w okresie kredowym pomiędzy 97 a 93,5 miliona lat temu. Rodzaj obejmuje jeden gatunek – Argentinosaurus huinculensis. Nazwa rodzajowa "argentyński jaszczur" wskazuje na kraj znalezienia dinozaura, nazwa gatunkowa – huinculensis odnosi się do miejsca znalezienia skamielin czyli Formacji Huincul w Argentynie. 

## Budowa
Szkielet Argentynozaura jest niekompletny. Holotyp zawiera serię kręgów (sześć grzbietowych, 5 z rejonu bioder), żebra i prawy piszczel długości 1,55 metra. Dodatkowo przypisuje mu się niekompletną kość udową, która mogła mierzyć ponad 2,5 metra, dla porównania kość udowa innego tytanozaura  – patagotitana mierzyła 2,38 metra. Z zachowanych szczątków, a także po porównaniu z innymi rodzajami z rodziny tytanozaurów szacuje się, że mierzył on ponad 30 metrów i ważył około 70 ton. Czyniło by go to największym znanym dinozaurem i największym lądowym zwierzęciem w historii życia na ziemi. Argentynozaur mógł mieć puste w środku żebra, co zmniejszyłoby jego wagę. Dotychczas nie znaleziono należących do argentynozaura pancernych płytek, charakterystycznych dla tytanozaurów. 

Porównanie rozmiarów argentynozaura i innych zauropodów

## Paleośrodowisko
Argentynozaury, jak pozostałe zauropody, prawdopodobnie były zwierzętami stadnymi. Narażone na ataki młode osobniki, znajdowały się pod opieką stada, do czasu aż wyrosną na tyle, żeby nie stać się celem drapieżników. W swoim środowisku argentynozaur nie miał wielu naturalnych wrogów. Ogromne rozmiary odstraszały mniejszych mięsożerców. Wyjątek stanowić mogły rodzaje szczytowych drapieżników, takich jak mapuzaur, czy meraxes. Nawet tak duże teropody, by upolować argentynozaura, musiałyby działać stadnie.

## Odkrycie
Szczątki argentynozaura zostały odnalezione przez miejscowego farmera, który pomylił je ze skamieniałym drewnem.
Gatunek typowy  A. huinculensis został opisany przez paleontologów José F. Bonaparte i Rodolfo Coria.

## Systematyka
Argentynozaur zalicza się do tytanozaurów, zaawansowanej grupy zauropodów. Bonaparte i Coria początkowo zaklasyfikowali go jako andezaura.
Odkrycie spokrewnionego patagotitana dostarczyło nowych informacji w sprawie klasyfikacji argentynozaura. W 2017 Carbadillo i współpracownicy stwierdzili iż argentynozaur jest przedstawicielem bardziej zaawansowanego kladu Lognkosauria. Badania  Gonzáleza Riga i współpracowników również potwierdziły przynależność argentynozaura do Lognkosauria.